# Ville de Belgrade
Pour les articles homonymes, voir Belgrade (homonymie).

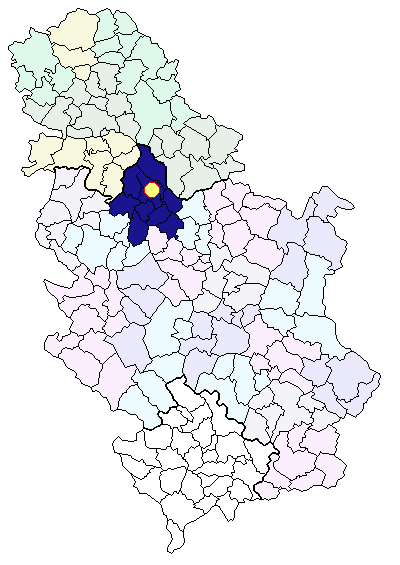
Localisation de la Ville de Belgrade en Serbie

La ville de Belgrade (en serbe cyrillique : Град Београд ; en serbe latin : Grad Beograd) est la capitale de la Serbie. 
Également appelé district de Belgrade, elle est divisée en dix-sept municipalités ; dix d’entre elles possèdent le statut de « municipalité urbaine » (Градска општина et Gradska opština) et sept ont le statut de « municipalité périurbaine » (Приградска општина et Prigradska opština). La plupart de ces municipalités sont situées au sud du Danube et de la Save dans la région de la Šumadija (Choumadie). Trois municipalités, Zemun, Novi Beograd et Surčin, sont situées au nord de la Save dans la région de Syrmie, la municipalité de Palilula est, elle, située sur les deux rives du Danube, dans la région de Šumadija et dans le Banat.

## Municipalités de la ville de Belgrade
| Nom          | Superficie (en km²)                         | Population 1991                             | Population 2002                             | Population 2011 | Statut      |
| ------------ | ------------------------------------------- | ------------------------------------------- | ------------------------------------------- | --------------- | ----------- |
| Barajevo     | 213                                         | 20 846                                      | 24 641                                      | 27 036          | Périurbaine |
| Čukarica     | 156                                         | 150 257                                     | 168 508                                     | 179 031         | Urbaine     |
| Grocka       | 289                                         | 65 735                                      | 75 466                                      | 83 398          | Périurbaine |
| Lazarevac    | 384                                         | 57 848                                      | 58 511                                      | 58 224          | Périurbaine |
| Mladenovac   | 339                                         | 54 517                                      | 52 490                                      | 53 050          | Périurbaine |
| Novi Beograd | 41                                          | 218 633                                     | 217 773                                     | 212 104         | Urbaine     |
| Obrenovac    | 411                                         | 67 654                                      | 70 975                                      | 71 419          | Périurbaine |
| Palilula     | 451                                         | 150 208                                     | 155 902                                     | 170 593         | Urbaine     |
| Rakovica     | 31                                          | 96 300                                      | 99 000                                      | 108 413         | Urbaine     |
| Savski venac | 14                                          | 45 961                                      | 42 505                                      | 38 660          | Urbaine     |
| Sopot        | 271                                         | 19 977                                      | 20 390                                      | 20 199          | Périurbaine |
| Stari grad   | 5                                           | 68 552                                      | 55 543                                      | 48 061          | Urbaine     |
| Surčin       | Dans la municipalité de Zemun jusqu’en 2004 | Dans la municipalité de Zemun jusqu’en 2004 | Dans la municipalité de Zemun jusqu’en 2004 | 42 012          | Périurbaine |
| Voždovac     | 148                                         | 156 373                                     | 151 768                                     | 157 152         | Urbaine     |
| Vračar       | 3                                           | 67 438                                      | 58 386                                      | 55 463          | Urbaine     |
| Zemun        | 438                                         | 176 158                                     | 152 950                                     | 166 292         | Urbaine     |
| Zvezdara     | 32                                          | 135 694                                     | 132 621                                     | 148 014         | Urbaine     |
| Total        | 3227                                        | 1 552 151                                   | 1 576 124                                   | 1 639 121       |             |

## Localisation des municipalités
1. Barajevo
2. Voždovac
3. Vračar
4. Grocka
5. Zvezdara
6. Zemun
7. Lazarevac
8. Mladenovac
9. Novi Beograd
10. Obrenovac
11. Palilula
12. Rakovica
13. Savski Venac
14. Sopot
15. Stari grad
16. Surčin
17. Čukarica